# Pamparaptor
Pamparaptor („lupič z Pamp“) byl rod velmi malého unenlagidního teropodního dinosaura, který žil v období svrchní křídy (asi před 94 až 86 miliony let) na území dnešní Argentiny (provincie Neuquén). 

## Popis
Holotyp tohoto taxonu nese označení MUCPv-1163 a jedná se o fosilii kostry levé dolní končetiny. Byl objevena v geologickém souvrství Portezuelo a ve své anatomické stavbě vykazuje některé shodné znaky s troodontidy. Jedinec, podle kterého byl druh P. micros v roce 2011 popsán, byl velmi malý - na délku měřil podle odhadů jen asi 60 cm. Pravděpodobně vážil jen kolem 0,5 až 2 kg.